# Конрад Марбургский
Конрад Марбургский - (1180 — 1233, Марбург) — немецкий проповедник крестовых походов и инквизитор.
Приобрёл громадное влияние как советник ландграфа Людвига IV в Тюрингии и как духовник ландграфини Елизаветы с 1225 года. Убедил ландграфа принять участие в крестовом походе императора Фридриха II.
Беспощадно и жестоко исполнял возложенные на него Григорием IX обязанности церковного инспектора и инквизитора, свирепствовал на Рейне и в средней Германии против катаров и вальденсов, а в Ольденбурге — против штедингов (1232).
Конрад Марбургский приложил немало усилий, чтобы создать инквизицию в Германии. Он был искренним преследователем еретиков, и у него имелись основания для беспокойства, поскольку в Германии были люди, интересовавшиеся новыми идеями и готовые их отстаивать. Некоторые историки считают Конрада монахом (доминиканцем или францисканцем). Это был весьма ревностный гонитель еретиков и всяческих сект, расплодившихся в Германии в XII в. Решимость Конрада, и манера проповедования обратили на него внимание Людвига, лангдграфа Тюрингии.
После смерти духовного наставника Елизаветты Венгерской именно он стал её учителем в 1225 году.
Призванный к ответу на сейм в Майнц, где ему сделан был выговор, Конрад на обратном пути домой был убит несколькими рыцарями недалеко от Марбурга (1233).